# NGC 490
NGC 490 (również PGC 4973) – galaktyka soczewkowata (S0/a?), znajdująca się w gwiazdozbiorze Ryb. Odkrył ją 6 grudnia 1850 roku Bindon Stoney – asystent Williama Parsonsa.